# 劉瀬章
劉 瀬章（りゅう せしょう、1911年 - 1972年）は、中国出身の元プロ野球選手（投手）。
日本プロ野球の南海軍に在籍した。日本プロ野球初の中国出身の選手であり、現在でもNPBで一軍出場のある唯一の中国大陸出身選手である。

## 来歴・人物
日本の本牧中学ではエース投手として活躍。右のアンダースロー投手であった。
本牧中を卒業後、法政大学へと進み同野球部へ入る。東京六大学野球リーグ戦1932年秋シーズンにおいて若林忠志と共に法政2度目の優勝に貢献した。
1938年に発足したばかりの南海軍へ入団。同年7月24日、南海初の公式戦となる「第2回読売優勝大会」の対ライオン軍戦に先発投手として登板したが、3回3失点で降板、チームも5対8で敗れている。続く7月28日の阪急軍との「南海結成記念試合」でも先発したが、こちらは3回降雨コールドゲームに終わっている。
1940年、4月6日の対阪急軍戦で先発するものの1アウトも取れずに4安打1四球4失点で降板、試合は2対32で現在でも最多失点日本記録の大敗となっている。この後も名古屋軍戦でも2対14で大敗するなど、1つも勝てずに6連敗を喫し現役を引退した。
政野岩夫、平野正太郎と並んで「南海のアンダースロー三人衆」と呼ばれた。武器はカーブ、シュート、決め球はシンカーだった。

## 詳細情報

### 年度別投手成績
| 年 度     | 球 団     | 登 板 | 先 発 | 完 投 | 完 封 | 無 四 球 | 勝 利 | 敗 戦 | セ 丨 ブ | ホ 丨 ル ド | 勝 率 | 打 者 | 投 球 回 | 被 安 打 | 被 本 塁 打 | 与 四 球 | 敬 遠 | 与 死 球 | 奪 三 振 | 暴 投 | ボ 丨 ク | 失 点 | 自 責 点 | 防 御 率 | W H I P |
| --------- | --------- | ----- | ----- | ----- | ----- | -------- | ----- | ----- | -------- | ----------- | ----- | ----- | -------- | -------- | ----------- | -------- | ----- | -------- | -------- | ----- | -------- | ----- | -------- | -------- | ------- |
| 1938秋    | 南海      | 6     | 3     | 1     | 0     | 0        | 0     | 2     | --       | --          | .000  | 121   | 27.2     | 25       | 1           | 14       | --    | 1        | 7        | 1     | 0        | 16    | 13       | 4.18     | 1.41    |
| 1939      | 南海      | 28    | 25    | 9     | 2     | 0        | 8     | 12    | --       | --          | .400  | 709   | 161.0    | 138      | 4           | 88       | --    | 4        | 29       | 0     | 0        | 73    | 43       | 2.40     | 1.40    |
| 1940      | 南海      | 30    | 13    | 6     | 0     | 0        | 2     | 8     | --       | --          | .200  | 611   | 130.0    | 129      | 2           | 73       | --    | 2        | 28       | 1     | 0        | 66    | 43       | 2.98     | 1.55    |
| 通算：3年 | 通算：3年 | 64    | 41    | 16    | 2     | 0        | 10    | 22    | --       | --          | .313  | 1441  | 318.2    | 292      | 7           | 175      | --    | 7        | 64       | 2     | 0        | 155   | 99       | 2.80     | 1.47    |

### 背番号
- 6 （1938年 - 1940年）